# Список глав манги Rurouni Kenshin

Все 28 томов манги (японская версия, видны обложки 1-го и 15-го томов).

Главы манги «Rurouni Kenshin» создавались японским мангакой Нобухиро Вацуки и публиковались издательством Shueisha в журнале «Weekly Shonen Jump». Манга рассказывает о бродячем воине Химуре Кэнсине, странствующем по Японии периода Мэйдзи и помогающем людям, которые нуждаются в защите. Существуют многочисленные адаптации манги: по ней был создан одноимённый аниме-сериал, анимационный фильм, две OVA и три видеоигры, а сторонние авторы написали три романа, официально признанных частью серии.
Первая глава манги появилась в журнале «Weekly Shonen Jump» в 1994 году. Через пять лет, к моменту завершения, манга насчитывала 255 глав. Издательство Shueisha выпустило эти главы в 28-ми томах, первый из которых вышел 2 сентября 1994 года, а последний — 4 ноября 1999 года. Позже манга была переиздана в расширенном формате (т. н. «кандзэнбан»): в новом варианте она состояла из 22-х томов, но содержала разнообразные дополнительные материалы. У манги имеется небольшое продолжение — одна глава под названием Yahiko no Sakabatou (яп. 弥彦の逆刃刀 Яхико но сакабато:, Сакабато, принадлежащее Яхико), которая была опубликована уже после завершения манги и не вошла в первое издание, но была включена во второе. В США правами на издание владеет компания Viz Media, выпускавшая мангу на английском языке в 2003—2006 годах, а позже переиздавшая её в новом формате (VIZBIG Edition). В России манга «Rurouni Kenshin» не лицензирована (как следствие, все переводы названий глав и томов в этой статье не являются официальными).
Манга делится на три части, имеющие примерно равный объём и строящиеся по одному и тому же принципу: главный герой и его сторонники учатся новым приёмам ведения боя и справляются с мелкими оппонентами, чтобы в конце победить превосходящего по силам противника. Первая, «токийская часть», охватывает тома с 1-го по 7-й; вторая, «киотская часть» — с 8-го по 17-й; третья, «часть Дзинтю» — с 18-го по 28-й.

## Список глав
| № | В Японии: дата публикации | В Японии: ISBN |
| --- | --- | --- |
| 01 | 2 сентября 1994 | ISBN 4-08-871499-7 |
| - 001. Кэнсин — Химура-баттосай (яп. 剣心・緋村抜刀斎 Кэнсин — Химура-батто:сай) - 002. Странник идёт в город (яп. 流浪人・街へ行く Руро:ни мати э ику) - 003. Мёдзин Яхико, потомок самурая из Токио (яп. 東京府士族・明神弥彦 То:кё:-фу сидзоку Мё:дзин Яхико) - 004. Возрождение школы Кассин (яп. 活心流・再始動 Кассин Рю: сайсидо:) - 005. Драчун (яп. 喧嘩の男 Кэнка но отоко) - 006. Решающий поединок: Сагара Саносукэ (яп. 対決・相楽左之助 Тайкэцу Сагара Саносукэ) | - 001. Кэнсин — Химура-баттосай (яп. 剣心・緋村抜刀斎 Кэнсин — Химура-батто:сай) - 002. Странник идёт в город (яп. 流浪人・街へ行く Руро:ни мати э ику) - 003. Мёдзин Яхико, потомок самурая из Токио (яп. 東京府士族・明神弥彦 То:кё:-фу сидзоку Мё:дзин Яхико) - 004. Возрождение школы Кассин (яп. 活心流・再始動 Кассин Рю: сайсидо:) - 005. Драчун (яп. 喧嘩の男 Кэнка но отоко) - 006. Решающий поединок: Сагара Саносукэ (яп. 対決・相楽左之助 Тайкэцу Сагара Саносукэ) | Заголовок тома: - Кэнсин — Химура-баттосай (яп. 剣心・緋村抜刀斎 Кэнсин — Химура-батто:сай) На обложке: - Химура Кэнсин - Камия Каору Дополнительные материалы: - «Rurouni: Meiji Kenkaku Romantan» (часть 1) |
| В 1878 году (11-м году эпохи Мэйдзи) в Токио прибывает мирный странник Химура Кэнсин, вооружённый сакабато — мечом с обратным лезвием. В прошлом Химура был известен как хитоки́ри батто́сай, наёмный убийца, сражавшийся на стороне империалистов против сил сёгуната Токугава. Кэнсин встречает молодую хозяйку додзё (школы фехтования) по имени Камия Каору. Ей угрожает опасность — бандиты решили вынудить её отказаться от школы, и с этой целью один из них совершает в городе убийства, утверждая, что он принадлежит к школе Каору, тем самым дискредитируя её. Кэнсин побеждает бандитов, и Каору предлагает ему остаться в её додзё. Кэнсин принимает предложение. Позже он спасает от якудзы десятилетнего сироту по имени Мёдзин Яхико и делает его учеником Каору. Несколько дней спустя Сагара Сано́сукэ, наёмный кулачный боец, узнав о прошлом Кэнсина, вызывает его на поединок. | | |
| 02 | 2 декабря 1994 | ISBN 4-08-871500-4 |
| - 007. Иероглиф «злой» (яп. 悪一文字 Аку итимондзи) - 008. И ещё один товарищ (яп. そして仲間がまた一人 Соситэ накама га мата хитори) - 009. Курогаса (Чёрная шляпа) (яп. 黒笠 Курогаса) - 010. Одна сторона сердца (яп. 心の一方 Син но иппо:) - 011. Лента и своенравие (яп. リボンとわがまま Рибон то вагамама) - 012. Два хитокири (яп. 人斬りふたり Хитокири футари) - 013. Происхождение имени патриота (яп. 志士名の由来 Сиси на но юрай) - 014. Смерть под луной (яп. 月下終焉 Гэкка сю:эн) - 015. Прекрасная беглянка (яп. 逃走麗女 То:со: рэйдзё) | - 007. Иероглиф «злой» (яп. 悪一文字 Аку итимондзи) - 008. И ещё один товарищ (яп. そして仲間がまた一人 Соситэ накама га мата хитори) - 009. Курогаса (Чёрная шляпа) (яп. 黒笠 Курогаса) - 010. Одна сторона сердца (яп. 心の一方 Син но иппо:) - 011. Лента и своенравие (яп. リボンとわがまま Рибон то вагамама) - 012. Два хитокири (яп. 人斬りふたり Хитокири футари) - 013. Происхождение имени патриота (яп. 志士名の由来 Сиси на но юрай) - 014. Смерть под луной (яп. 月下終焉 Гэкка сю:эн) - 015. Прекрасная беглянка (яп. 逃走麗女 То:со: рэйдзё) | Заголовок тома: - Два хитокири (яп. 人斬りふたり Хитокири футари) На обложке: - Химура Кэнсин - Камия Каору - Сагара Саносукэ - Мёдзин Яхико                                                                  |
| Бой Саносукэ и Кэнсина заканчивается победой последнего. Саносукэ, во время бакумацу являвшийся участником отряда под названием Сэкихотай, уничтоженного империалистами, ненавидит их, но осознаёт, что Кэнсин от них отличается. Саносукэ становится другом Кэнсина, а вскоре их обоих нанимают для защиты правительственного чиновника от убийцы по прозвищу Курогаса. Тот находит возможность боя с Кэнсином интересной, но, сочтя, что мирный бродяга — плохой противник, похищает Камию Каору, чтобы разозлить Кэнсина и заставить его снова стать безжалостным хитокири. Тем не менее, Кэнсину удаётся сохранить верность своей клятве никогда не убивать: он освобождает Каору, а побеждённый Курогаса совершает самоубийство. Через несколько дней Саносукэ и Кэнсин защищают от людей наркодельца Такэды Канрю молодую женщину Такани Мэгуми, которая имеет при себе опиум. | | |
| 03 | 2 февраля 1995 | ISBN 4-08-871503-9 |
| - 016. Мэгуми, Канрю и... (яп. 恵、観柳そして･･･ Мэгуми, Канрю: соситэ...) - 017. Нападение Онивабан-сю (яп. 御庭番強襲 Онивабан кё:сю:) - 018. Команда Кэнсина бросается вперёд (яп. 剣心組奮迅 Кэнсин-гуми фундзин) - 019. Девушка из Айдзу (яп. 会津の娘 Айдзу но мусумэ) - 020. Повод для действия (яп. 動く理由 Угоку вакэ) - 021. Буря и натиск (яп. 疾風怒濤 Сиппу: дото:) - 022. Вторжение в резиденцию Канрю (яп. 観柳邸突入 Канрю:-тэй тоцуню:) | - 016. Мэгуми, Канрю и... (яп. 恵、観柳そして･･･ Мэгуми, Канрю: соситэ...) - 017. Нападение Онивабан-сю (яп. 御庭番強襲 Онивабан кё:сю:) - 018. Команда Кэнсина бросается вперёд (яп. 剣心組奮迅 Кэнсин-гуми фундзин) - 019. Девушка из Айдзу (яп. 会津の娘 Айдзу но мусумэ) - 020. Повод для действия (яп. 動く理由 Угоку вакэ) - 021. Буря и натиск (яп. 疾風怒濤 Сиппу: дото:) - 022. Вторжение в резиденцию Канрю (яп. 観柳邸突入 Канрю:-тэй тоцуню:) | Заголовок тома: - Повод для действия (яп. 動く理由 Угоку вакэ) На обложке: - Химура Кэнсин - Камия Каору Дополнительные материалы: - «Rurouni: Meiji Kenkaku Romantan» (часть 2)                              |
| Саносукэ и Кэнсин обнаруживают, что Такэду Канрю защищает Онивабан-сю, группа ниндзя и тайных агентов. Узнав об этом, Кэнсин предлагает Мэгуми остаться в додзё Каору. В тот же день на додзё нападает и пытается сжечь всех его обитателей один из участников Онивабан-сю по имени Хёттоко. Саносукэ с помощью Кэнсина отражает атаку Хёттоко, однако его напарник Бэсими бросает в Мэгуми отравленный дротик, который принимает на себя Яхико. Мэгуми спасает жизнь Яхико. Выясняется, что она — талантливый врач, против своей воли производившая опиум для Канрю. Мучимая чувством вины из-за смертей, которые вызвал её опиум, Мэгуми отправляется к Канрю, чтобы убить его и умереть самой, но оказывается в плену. Чтобы спасти её, Кэнсин, Саносукэ и Яхико вторгаются в особняк Канрю. | | |
| 04 | 4 апреля 1995 | ISBN 4-08-871504-7 |
| - 023. Шпион, владеющий кэмпо — Хання (яп. 隠密拳法家・般若 Оммицу кэмпо:ка — Хання) - 024. Отвага Ханни, шрамы Сикидзё (яп. 壮烈の般若、創痍の式大尉 Со:рэцу но Хання, со:и но Сикидзё:) - 025. Решающий бой мастеров (яп. 豪腕対決 Го:ван тайкэцу) - 026. Синомори Аоси, командир (яп. 御頭・四之森蒼紫 Окасира Синомори Аоси) - 027. Ожесточённый бой (яп. 激闘 Гэкито:) - 028. Окончание смертельной схватки (яп. 死闘の果て Сито: но хатэ) - 029. Два финала: Мэгуми (яп. 二つの結末－恵－ Футацу но кэцумацу — Мэгуми) - 030. Два финала: Аоси (яп. 二つの結末－蒼紫－ Футацу но кэцумацу — Аоси) | - 023. Шпион, владеющий кэмпо — Хання (яп. 隠密拳法家・般若 Оммицу кэмпо:ка — Хання) - 024. Отвага Ханни, шрамы Сикидзё (яп. 壮烈の般若、創痍の式大尉 Со:рэцу но Хання, со:и но Сикидзё:) - 025. Решающий бой мастеров (яп. 豪腕対決 Го:ван тайкэцу) - 026. Синомори Аоси, командир (яп. 御頭・四之森蒼紫 Окасира Синомори Аоси) - 027. Ожесточённый бой (яп. 激闘 Гэкито:) - 028. Окончание смертельной схватки (яп. 死闘の果て Сито: но хатэ) - 029. Два финала: Мэгуми (яп. 二つの結末－恵－ Футацу но кэцумацу — Мэгуми) - 030. Два финала: Аоси (яп. 二つの結末－蒼紫－ Футацу но кэцумацу — Аоси) | Заголовок тома: - Два финала (яп. 二つの結末 Футацу но кэцумацу) На обложке: - Химура Кэнсин - Сагара Саносукэ - Мёдзин Яхико - Синомори Аоси                                                                 |
| Оказавшись внутри особняка, Кэнсин и его друзья сталкиваются с участниками Онивабан-сю: шпионом по имени Хання и кулачным бойцом Сикидзё. В коротких стычках Кэнсин и Саносукэ одерживают над ними верх, после чего находят их командира, Синомори Аоси. Кэнсин побеждает Аоси в бою, хотя и получает ранения. Такэда Канрю, осознав, что командир Онивабан-сю преследует собственные цели, задумывает избавиться от Кэнсина и Аоси одновременно, расстреляв их из пулемёта Гатлинга. Бэсими, Хёттоко, Сикидзё и Хання погибают, пытаясь закрыть своего командира от пуль, однако их смерти дают Кэнсину возможность подобраться к Канрю и нейтрализовать его, после чего его арестовывает полиция. Кэнсин и его друзья удерживают Такани Мэгуми от самоубийства, объясняя, что она может искупить вину, помогая больным как врач. Перед тем, как покинуть особняк, они встречают Аоси, потрясённого смертью своих подчинённых. Кэнсин предлагает ему новый бой когда-нибудь в будущем, и Аоси принимает предложение, надеясь одержать победу и украсить могилы подчинённых титулом «сильнейших». | | |
| 05 | 2 июня 1995 | ISBN 4-08-871505-5 |
| - 031. Дополнительная глава: битва Яхико, часть 1 (яп. 番外編・弥彦の闘い（前編） Бангайхэн — Яхико но татакаи (дзэмпэн)) - 032. Дополнительная глава: битва Яхико, часть 2 (яп. 番外編・弥彦の闘い（中編） Бангайхэн — Яхико но татакаи (тю:хэн)) - 033. Дополнительная глава: битва Яхико, часть 3 (яп. 番外編・弥彦の闘い（後編） Бангайхэн — Яхико но татакаи (ко:хэн)) - 034. Состояние фехтования в эпоху Мэйдзи (яп. 明治剣術模様 Мэйдзи кэндзюцу моё:) - 035. Этот человек, Райдзюта (яп. その男・雷十太 Соно отоко Райдзю:та) - 036. Тайный приём (яп. 秘剣 Хикэн) - 037. Беседа в саду семьи Цукаяма (яп. 塚山庭園会談 Цукаяма тэйэн кайдан) - 038. Мастерство Ютаро (яп. 由太郎の腕前 Ютаро: но удэмаэ) - 039. Конфликт (яп. 衝突 Сё:тоцу) | - 031. Дополнительная глава: битва Яхико, часть 1 (яп. 番外編・弥彦の闘い（前編） Бангайхэн — Яхико но татакаи (дзэмпэн)) - 032. Дополнительная глава: битва Яхико, часть 2 (яп. 番外編・弥彦の闘い（中編） Бангайхэн — Яхико но татакаи (тю:хэн)) - 033. Дополнительная глава: битва Яхико, часть 3 (яп. 番外編・弥彦の闘い（後編） Бангайхэн — Яхико но татакаи (ко:хэн)) - 034. Состояние фехтования в эпоху Мэйдзи (яп. 明治剣術模様 Мэйдзи кэндзюцу моё:) - 035. Этот человек, Райдзюта (яп. その男・雷十太 Соно отоко Райдзю:та) - 036. Тайный приём (яп. 秘剣 Хикэн) - 037. Беседа в саду семьи Цукаяма (яп. 塚山庭園会談 Цукаяма тэйэн кайдан) - 038. Мастерство Ютаро (яп. 由太郎の腕前 Ютаро: но удэмаэ) - 039. Конфликт (яп. 衝突 Сё:тоцу) | Заголовок тома: - Состояние фехтования в эпоху Мэйдзи (яп. 明治剣術模様 Мэйдзи кэндзюцу моё:) На обложке: - Химура Кэнсин - Камия Каору - Сагара Саносукэ - Мёдзин Яхико                                      |
| Яхико начинает работать в ресторане под названием Акабэко, куда Кэнсин и его друзья часто ходят пообедать. Там Яхико встречает девочку по имени Сандзё Цубамэ. Бывший даймё (сюзерен) семьи Сандзё заставляет Цубамэ помогать ему в подготовке ограбления ресторана. В столкновении с ним и его приспешниками Яхико одерживает верх, защищая Цубамэ от её «покровителя». Вскоре после этого в городе появляется сильный мечник Исуруги Райдзюта, мечтающий возродить старые традиции кэндзюцу (фехтования) и очистить его от слабых школ. Райдзюта вынуждает окрестные школы кэндзюцу закрываться, побеждая их учителей. После стычки с Кэнсином впечатлённый его способностями Райдзюта предлагает объединить усилия, но Кэнсин отказывается. Ученик Райдзюты по имени Цукаяма Ютаро ссорится с Яхико и соглашается на тренировочный бой с ним, но выясняется, что Ютаро ничего не знает о кэндзюцу, поскольку Райдзюта его ничему не учил. Каору предлагает дать Ютаро несколько уроков. | | |
| 06 | 4 августа 1995 | ISBN 4-08-871506-3 |
| - 040. Человек идеалов (яп. 理想の男 Рисо: но отоко) - 041. Ещё один тайный приём (яп. もうひとつの秘剣 Мо: хитоцу но хикэн) - 042. Ты не знаешь (яп. お前は知らない Омаэ ва сиранай) - 043. Решение вопроса (яп. 決着 Кэттяку) - 044. Незачем волноваться (яп. 心配無用 Симпай муё:) - 045. Дополнительная глава: Саносукэ и нисики-э, часть 1 (яп. 番外編・左之助と錦絵（前編） Бангайхэн — Саносукэ то нисики-э (дзэмпэн)) - 046. Дополнительная глава: Саносукэ и нисики-э, часть 2 (яп. 番外編・左之助と錦絵（中編） Бангайхэн — Саносукэ то нисики-э (тю:хэн)) - 047. Дополнительная глава: Саносукэ и нисики-э, часть 3 (яп. 番外編・左之助と錦絵（後編） Бангайхэн — Саносукэ то нисики-э (ко:хэн)) | - 040. Человек идеалов (яп. 理想の男 Рисо: но отоко) - 041. Ещё один тайный приём (яп. もうひとつの秘剣 Мо: хитоцу но хикэн) - 042. Ты не знаешь (яп. お前は知らない Омаэ ва сиранай) - 043. Решение вопроса (яп. 決着 Кэттяку) - 044. Незачем волноваться (яп. 心配無用 Симпай муё:) - 045. Дополнительная глава: Саносукэ и нисики-э, часть 1 (яп. 番外編・左之助と錦絵（前編） Бангайхэн — Саносукэ то нисики-э (дзэмпэн)) - 046. Дополнительная глава: Саносукэ и нисики-э, часть 2 (яп. 番外編・左之助と錦絵（中編） Бангайхэн — Саносукэ то нисики-э (тю:хэн)) - 047. Дополнительная глава: Саносукэ и нисики-э, часть 3 (яп. 番外編・左之助と錦絵（後編） Бангайхэн — Саносукэ то нисики-э (ко:хэн)) | Заголовок тома: - Незачем волноваться (яп. 心配無用 Симпай муё:) На обложке: - Химура Кэнсин Дополнительные материалы: - «Sengoku no Mikazuki»                                                                |
| Через несколько дней после того, как Ютаро начинает тренироваться в додзё Каору, Райдзюта нападает на Кэнсина, желая отомстить ему за отказ объединиться. Кэнсин легко побеждает Райдзюту и подрывает его уверенность в себе, но одной из своих техник Райдзюта повреждает правую руку Ютаро, делая его неспособным к занятиям кэндзюцу. Отец Ютаро забирает мальчика в Германию для лечения. Вскоре после этого Саносукэ отправляется к торговцу картинами, чтобы купить несколько нисики-э (цветных гравюр), и встречает Цукиоку Цунана, своего давнего товарища со времён Сэкихотая. Цунан планирует отомстить правительству Мэйдзи за уничтожение Сэкихотая и готовится взорвать министерство внутренних дел в Токио. После некоторых сомнений Саносукэ присоединяется к Цунану, но их планам мешает Кэнсин. | | |
| 07 | 4 октября 1995 | ISBN 4-08-871507-1 |
| - 048. Воскресший волк (яп. 蘇る狼 Ёмигаэру о:ками) - 049. Волчья жестокость (яп. 豺狼 Сайро:) - 050. Интриги (яп. 蠢動 Сюндо:) - 051. Противостояние (яп. 対峙 Тайдзи) - 052. Волк обнажает клыки (яп. 牙を剥く狼 Киба о муку о:ками) - 053. Вызов и ответ (яп. 呼応 Коо:) - 054. Тот, кто остановит двоих (яп. 二人を止める者 Футари о томэру моно) - 055. Просьба Окубо Тосимити (яп. 大久保利通の依頼 О:кубо Тосимити но ирай) - 056. 14 мая одиннадцатого года Мэйдзи: утро (яп. 明治十一年五月十四日－午前－ Мэйдзи дзю:итинэн гогацу дзю:ёкка — годзэн) - 057. 14 мая одиннадцатого года Мэйдзи: вечер (яп. 明治十一年五月十四日－午後－ Мэйдзи дзю:итинэн гогацу дзю:ёкка — гого) | - 048. Воскресший волк (яп. 蘇る狼 Ёмигаэру о:ками) - 049. Волчья жестокость (яп. 豺狼 Сайро:) - 050. Интриги (яп. 蠢動 Сюндо:) - 051. Противостояние (яп. 対峙 Тайдзи) - 052. Волк обнажает клыки (яп. 牙を剥く狼 Киба о муку о:ками) - 053. Вызов и ответ (яп. 呼応 Коо:) - 054. Тот, кто остановит двоих (яп. 二人を止める者 Футари о томэру моно) - 055. Просьба Окубо Тосимити (яп. 大久保利通の依頼 О:кубо Тосимити но ирай) - 056. 14 мая одиннадцатого года Мэйдзи: утро (яп. 明治十一年五月十四日－午前－ Мэйдзи дзю:итинэн гогацу дзю:ёкка — годзэн) - 057. 14 мая одиннадцатого года Мэйдзи: вечер (яп. 明治十一年五月十四日－午後－ Мэйдзи дзю:итинэн гогацу дзю:ёкка — гого) | Заголовок тома: - 14 мая одиннадцатого года Мэйдзи (яп. 明治十一年五月十四日 Мэйдзи дзю:итинэн гогацу дзю:ёкка) На обложке: - Химура Кэнсин - Сайто Хадзимэ                                                   |
| В додзё Каору появляется старый враг Кэнсина Сайто Хадзимэ, работающий в полиции под новым именем, и наносит серьёзную рану Саносукэ. Через несколько дней Кэнсин получает от Сайто письмо с вызовом на дуэль, однако вместо заклятого врага на месте боя появляется один из его приспешников, которого Кэнсин легко побеждает. Вернувшись в додзё, он обнаруживает там Сайто и в поединке с этим сильным противником незаметно для себя начинает возвращаться в состояние жестокого хитокири. Бой Сайто и Кэнсина прерывает Окубо Тосимити, министр внутренних дел Японии. Окубо просит Кэнсина отправиться в Киото и убить опасного заговорщика Сисио Макото, планирующего свергнуть правительство Мэйдзи. Кэнсин сомневается, а его друзья решительно отвергают просьбу министра, однако через неделю, 14 мая 1878 года, Окубо погибает от рук одного из помощников Сисио, и Кэнсин приняв решение помочь правительству, направляется в Киото. | | |
| 08 | 1 декабря 1995 | ISBN 4-08-871508-X |
| - 058. Путь в Киото, начало (яп. 京都へ･･･（前編） Кё:то э... (дзэмпэн)) - 059. Путь в Киото, окончание (яп. 京都へ･･･（後編） Кё:то э... (ко:хэн)) - 060. Чувства Мэгуми, чувства Каору (яп. 恵の気持ち・薫の気持ち Мэгуми но кимоти — Каору но кимоти) - 061. Безжалостный человек (яп. 無情の男 Мудзё: но отоко) - 062. На дороге Токайдо (яп. 明治東海道中 Мэйдзи То:кайдо:-тю:) - 063. Макимати Мисао (яп. 巻町 操 Макимати Мисао) - 064. Игра в догонялки (яп. 鬼ごっこ Онигокко) - 065. Каждый на своём пути (яп. 道中それぞれ До:тю: сорэдзорэ) - 066. Покинутая деревня (яп. 見捨てられた村 Мисутэрарэта мура) | - 058. Путь в Киото, начало (яп. 京都へ･･･（前編） Кё:то э... (дзэмпэн)) - 059. Путь в Киото, окончание (яп. 京都へ･･･（後編） Кё:то э... (ко:хэн)) - 060. Чувства Мэгуми, чувства Каору (яп. 恵の気持ち・薫の気持ち Мэгуми но кимоти — Каору но кимоти) - 061. Безжалостный человек (яп. 無情の男 Мудзё: но отоко) - 062. На дороге Токайдо (яп. 明治東海道中 Мэйдзи То:кайдо:-тю:) - 063. Макимати Мисао (яп. 巻町 操 Макимати Мисао) - 064. Игра в догонялки (яп. 鬼ごっこ Онигокко) - 065. Каждый на своём пути (яп. 道中それぞれ До:тю: сорэдзорэ) - 066. Покинутая деревня (яп. 見捨てられた村 Мисутэрарэта мура) | Заголовок тома: - На дороге Токайдо (яп. 明治東海道中 Мэйдзи То:кайдо:-тю:) На обложке: - Химура Кэнсин - Камия Каору - Сагара Саносукэ - Мёдзин Яхико - Макимати Мисао                                       |
| Вслед за Кэнсином в Киото собирается и Саносукэ, однако Сайто Хадзимэ разъясняет ему, что в битве Кэнсина и Сисио он будет только помехой и обузой, так как недостаточно силён. Разозлившись, Саносукэ бросает вызов Сайто. Тот легко одерживает победу, но позволяет Саносукэ делать всё, что ему заблагорассудится, после чего Саносукэ покидает Токио с намерением потренироваться по дороге в Киото. Яхико и Мэгуми убеждают Каору, расстроенную уходом Кэнсина, последовать за ним. В это время Кэнсин, путешествуя по тракту Токайдо, который соединяет Токио и Киото, встречает юную участницу Онивабан-сю по имени Макимати Мисао. Она разыскивает Синомори Аоси, не зная о том, что случилось с ним и его подчинёнными; Кэнсин ничего не сообщает ей об их судьбе. Продолжая путь, Кэнсин и Мисао встречают мальчика по имени Эйдзи, чью деревню захватили люди Сисио. | | |
| 09 | 2 февраля 1996 | ISBN 4-08-871509-8 |
| - 067. Маленький росток жестокости (яп. 小さな修羅の芽生え Тиисана сюра но мэбаэ) - 068. Портрет честолюбца (яп. 野心家の肖像 Ясинка но сё:дзо:) - 069. Боевая тактика (яп. 闘いの駆け引き Татакаи но какэхики) - 070. Содзиро, «Небесный меч» (яп. 天剣の宗次郎 Тэнкэн но Со:дзиро:) - 071. Снова в Киото (яп. 再び京都へ Футатаби Кё:то э) - 072. Неожиданная встреча в лесу, начало (яп. 森の出会い（前編） Мори но дэаи (дзэмпэн)) - 073. Неожиданная встреча в лесу, окончание (яп. 森の出会い（後編） Мори но дэаи (ко:хэн)) - 074. Прибытие в Киото (яп. 京都到着 Кё:то то:тяку) - 075. В поисках сакабато (яп. 逆刃刀を求めて Сакабато: о мотомэтэ) | - 067. Маленький росток жестокости (яп. 小さな修羅の芽生え Тиисана сюра но мэбаэ) - 068. Портрет честолюбца (яп. 野心家の肖像 Ясинка но сё:дзо:) - 069. Боевая тактика (яп. 闘いの駆け引き Татакаи но какэхики) - 070. Содзиро, «Небесный меч» (яп. 天剣の宗次郎 Тэнкэн но Со:дзиро:) - 071. Снова в Киото (яп. 再び京都へ Футатаби Кё:то э) - 072. Неожиданная встреча в лесу, начало (яп. 森の出会い（前編） Мори но дэаи (дзэмпэн)) - 073. Неожиданная встреча в лесу, окончание (яп. 森の出会い（後編） Мори но дэаи (ко:хэн)) - 074. Прибытие в Киото (яп. 京都到着 Кё:то то:тяку) - 075. В поисках сакабато (яп. 逆刃刀を求めて Сакабато: о мотомэтэ) | Заголовок тома: - Прибытие в Киото (яп. 京都到着 Кё:то то:тяку) На обложке: - Химура Кэнсин - Камия Каору - Сагара Саносукэ - Мёдзин Яхико - Макимати Мисао - Сайто Хадзимэ - Синомори Аоси                   |
| К Кэнсину и Мисао присоединяется Сайто, и они отправляются на встречу с Сисио, который находится в деревне. На Кэнсина нападает управляющий деревни, приспешник Сисио по имени Сэнкаку, и терпит поражение. Сисио покидает деревню, но оставляет вместо себя одного из своих приближённых, Сэту Содзиро. Поединок Кэнсина и Содзиро заканчивается вничью: мечи обоих ломаются в битве. Освободив деревню от захватчиков, Кэнсин, Мисао и Сайто продолжают путь в Киото. В это время Саносукэ, заблудившись в лесу, встречает одного из людей Сисио, буддийского монаха по имени Юкюдзан Андзи. Не зная, что Саносукэ — союзник Кэнсина, Андзи обучает его мощной технике кулачного боя, что позволяет Саносукэ стать сильнее. Каору и Яхико прибывают в Киото на корабле и начинают поиски Кэнсина. Последний встречается с Окиной, престарелым руководителем Онивабан-сю в Киото. С его помощью Кэнсин находит Араи Сэйку, сына умершего кузнеца Араи Сякку, когда-то выковавшего сакабато. Кэнсин просит Сэйку сделать новый меч, но тот отказывается.                                          | | |
| 10 | 4 апреля 1996 | ISBN 4-08-871510-1 |
| - 076. Дзюппонгатана в действии (яп. 十本刀動く Дзюппонгатана угоку) - 077. Представление начинается смертельной схваткой (яп. 死斗の幕開け Сито: но макуакэ) - 078. Тё из Дзюппонгатаны (яп. 十本刀・張 Дзюпонгатана — Тё:) - 079. Тонколезвийный меч (яп. 薄刃乃太刀 Хакудзин но тати) - 080. Меч, который запрещено обнажать (яп. 禁忌の抜刀 Кинки но батто:) - 081. Задумка Сякку (яп. 赤空の想い Сякку: но омои) - 082. Когда встречаются нити (яп. 手繰りよる糸 Тагури ёру ито) - 083. Хико Сэйдзюро (яп. 比古清十郎 Хико Сэйдзю:ро:) - 084. Мицуруги, учитель и ученик (яп. 御剣の師弟 Мицуруги но ситэй) | - 076. Дзюппонгатана в действии (яп. 十本刀動く Дзюппонгатана угоку) - 077. Представление начинается смертельной схваткой (яп. 死斗の幕開け Сито: но макуакэ) - 078. Тё из Дзюппонгатаны (яп. 十本刀・張 Дзюпонгатана — Тё:) - 079. Тонколезвийный меч (яп. 薄刃乃太刀 Хакудзин но тати) - 080. Меч, который запрещено обнажать (яп. 禁忌の抜刀 Кинки но батто:) - 081. Задумка Сякку (яп. 赤空の想い Сякку: но омои) - 082. Когда встречаются нити (яп. 手繰りよる糸 Тагури ёру ито) - 083. Хико Сэйдзюро (яп. 比古清十郎 Хико Сэйдзю:ро:) - 084. Мицуруги, учитель и ученик (яп. 御剣の師弟 Мицуруги но ситэй) | Заголовок тома: - Мицуруги, учитель и ученик (яп. 御剣の師弟 Мицуруги но ситэй) На обложке: - Химура Кэнсин - Камия Каору - Сагара Саносукэ - Мёдзин Яхико                                                    |
| Узнав о действиях Кэнсина, Савагэдзё Тё, один из участников Дзюппонгатаны (специального отряда на службе Сисио), отравляется к Араи Сэйку. Тё желает получить последнюю работу Араи Сякку, чрезвычайно ценный клинок, и берёт в заложники сына Сэйку, чтобы вынудить того отдать меч. Кэнсин встаёт на защиту семьи Сэйку, однако со сломанным оружием едва не проигрывает бой. Сэйку отдаёт Кэнсину последний меч своего отца, и Кэнсин побеждает Тё, обнаруживая, что этот последний меч — тоже сакабато. После этого Кэнсин отправляется к своему учителю Хико Сэйдзюро, чтобы завершить обучение стилю Хитэ́н Мицуру́ги, которое он оставил много лет назад, но Хико отказывается преподать ученику финальные техники стиля. В это время Мисао, встретив Яхико и Каору, берётся показать им местонахождение Кэнсина. | | |
| 11 | 4 июня 1996 | ISBN 4-08-872281-7 |
| - 085. Половинчатые чувства (яп. 気持ち半分 Кимоти хамбун) - 086. Аоси и Окина (яп. 蒼紫と翁 Аоси то Окина) - 087. Жестокая встреча (яп. 修羅の会合 Сюра но кайго:) - 088. Прелюдия к уничтожению (яп. 崩壊の序曲 Хо:кай но дзёкёку) - 089. Аоси против Окины (яп. 蒼紫対翁 Аоси тай Окина) - 090. Конец свежей крови (яп. 鮮血の終焉 Сэнкэцу но сю:эн) - 091. Решимость Мисао (яп. 操の決意 Мисао но кэцуи) - 092. Петух и метла (яп. トリとホウキと Тори то хо:ки то) - 093. Это имя — Усуй (яп. その名は宇水 Соно на ва Усуй) | - 085. Половинчатые чувства (яп. 気持ち半分 Кимоти хамбун) - 086. Аоси и Окина (яп. 蒼紫と翁 Аоси то Окина) - 087. Жестокая встреча (яп. 修羅の会合 Сюра но кайго:) - 088. Прелюдия к уничтожению (яп. 崩壊の序曲 Хо:кай но дзёкёку) - 089. Аоси против Окины (яп. 蒼紫対翁 Аоси тай Окина) - 090. Конец свежей крови (яп. 鮮血の終焉 Сэнкэцу но сю:эн) - 091. Решимость Мисао (яп. 操の決意 Мисао но кэцуи) - 092. Петух и метла (яп. トリとホウキと Тори то хо:ки то) - 093. Это имя — Усуй (яп. その名は宇水 Соно на ва Усуй) | Заголовок тома: - Прелюдия к уничтожению (яп. 崩壊の序曲 Хо:кай но дзёкёку) На обложке: - Химура Кэнсин |
| После разговора с друзьями своего ученика Хико Сэйдзюро соглашается завершить обучение Кэнсина. Каору и Яхико сообщают Мисао о судьбе Аоси и его подчинённых, а тем временем сам Аоси заключает союз с Сисио Макото при условии, что ему будет позволено убить Кэнсина. Зная, что Кэнсину помогают Онивабан-сю, Аоси требует от их начальника Окины указать его местопребывание. Окина отказывается, и Аоси едва не убивает его. Пока Окина восстанавливает силы, Мисао, осознав, что Аоси перешёл на сторону врага, объявляет себя главой Онивабан-сю. В это время в Киото прибывает Сайто Хадзимэ и обнаруживает в городской тюрьме Саносукэ, арестованного за драку. Они оба допрашивают попавшего в ту же тюрьму Савагэдзё Тё о планах Сисио. Выясняется, что тот намеревается начать завоевание страны сожжением Киото, и что один из его людей, слепой фехтовальщик Уонума Усуй, уже убил в одиночку целый отряд полицейских в соседнем городе Кобэ. | | |
| 12 | 4 сентября 1996 | ISBN 4-08-872282-5 |
| - 094. Начало обучения (яп. 伝授開始 Дэндзю кайси) - 095. Даже если ценой будет жизнь... (яп. 命を捨てても･･･ Иноти о сутэтэ мо...) - 096. Между жизнью и смертью (яп. 生と死の間で･･･ Сэй то си но хадзама дэ...) - 097. Сбор Дзюппонгатаны (яп. 十本刀集結 Дзюппонгатана сю:кэцу) - 098. Ещё одна цель (яп. もう一つの目的 Мо: хитоцу но мокутэки) - 099. Как на крыльях (яп. 翔ぶが如く Тобу га готоку) - 100. Большой пожар в Киото, часть 1 (яп. 京都大火（前編） Кё:то тайка (дзэмпэн)) - 101. Большой пожар в Киото, часть 2 (яп. 京都大火（中編） Кё:то тайка (тю:хэн)) - 102. Большой пожар в Киото, часть 3 (яп. 京都大火（後編） Кё:то тайка (ко:хэн)) | - 094. Начало обучения (яп. 伝授開始 Дэндзю кайси) - 095. Даже если ценой будет жизнь... (яп. 命を捨てても･･･ Иноти о сутэтэ мо...) - 096. Между жизнью и смертью (яп. 生と死の間で･･･ Сэй то си но хадзама дэ...) - 097. Сбор Дзюппонгатаны (яп. 十本刀集結 Дзюппонгатана сю:кэцу) - 098. Ещё одна цель (яп. もう一つの目的 Мо: хитоцу но мокутэки) - 099. Как на крыльях (яп. 翔ぶが如く Тобу га готоку) - 100. Большой пожар в Киото, часть 1 (яп. 京都大火（前編） Кё:то тайка (дзэмпэн)) - 101. Большой пожар в Киото, часть 2 (яп. 京都大火（中編） Кё:то тайка (тю:хэн)) - 102. Большой пожар в Киото, часть 3 (яп. 京都大火（後編） Кё:то тайка (ко:хэн)) | Заголовок тома: - Большой пожар в Киото (яп. 京都大火 Кё:то тайка) На обложке: - Химура Кэнсин - Камия Каору - Макимати Мисао - Синомори Аоси                                                                 |
| Кэнсин продолжает тренировки под руководством Хико, который, сочтя, что Кэнсину недостаёт воли к жизни, и полагая дальнейшее обучение опасным и для него, и для окружающих, пытается убить своего ученика. Однако Кэнсину, осознавшему свой недостаток, всё же удаётся овладеть финальной техникой стиля Хитэн Мицуруги под названием Амакакэ́ру Рю но Хирамэ́ки. Позже Кэнсин встречается с Сайто и Саносукэ, которые рассказывают ему о планах Сисио. Кэнсин догадывается, что пожар в Киото задуман для отвлечения внимания, а Сисио на самом деле планирует устроить морской обстрел Токио, чтобы парализовать деятельность правительства Мэйдзи. Пожар в Киото удаётся предотвратить совместными усилиями городской полиции и Онивабан-сю. Кэнсин, Сайто и Саносукэ отправляются в Осаку, портовый город, и обнаруживают в гавани боевой корабль Сисио, готовый к отплытию. Саносукэ взрывает корабль с помощью бомб, полученных им ранее от Цукиоки Цунана, вынуждая Сисио и его людей отступить.                                                                                             | | |
| 13 | 2 декабря 1996 | ISBN 4-08-872283-3 |
| - 103. Рассвет после ночи (яп. 一夜明けて Ития акэтэ) - 104. Слёзы (яп. なみだ Намида) - 105. Великолепная ночь (яп. 見事な夜 Мигото на ёру) - 106. Подобно змеям и скорпионам (яп. 蛇蝎の如く Дакацу но готоку) - 107. Просветлённый (яп. 明王 Мё:о:) - 108. Разница в силе (яп. 力の差 Тикара но са) - 109. Кулачное убеждение (яп. 拳の確信 Кобуси но какусин) - 110. Мир, который трудно спасти (яп. 救い難き世界 Сукуи катаки сэкай) - 111. Разговор кулаков (яп. 拳の語らい Кобуси но катараи) | - 103. Рассвет после ночи (яп. 一夜明けて Ития акэтэ) - 104. Слёзы (яп. なみだ Намида) - 105. Великолепная ночь (яп. 見事な夜 Мигото на ёру) - 106. Подобно змеям и скорпионам (яп. 蛇蝎の如く Дакацу но готоку) - 107. Просветлённый (яп. 明王 Мё:о:) - 108. Разница в силе (яп. 力の差 Тикара но са) - 109. Кулачное убеждение (яп. 拳の確信 Кобуси но какусин) - 110. Мир, который трудно спасти (яп. 救い難き世界 Сукуи катаки сэкай) - 111. Разговор кулаков (яп. 拳の語らい Кобуси но катараи) | Заголовок тома: - Великолепная ночь (яп. 見事な夜 Мигото на ёру) На обложке: - Химура Кэнсин |
| Перед решающей битвой с Сисио и его последователями Кэнсин и Саносукэ отправляются отдохнуть в Аойю, гостиницу, которую Онивабан-сю содержат в качестве прикрытия. Окина просит Кэнсина убить Синомори Аоси при встрече, но Кэнсин, убеждённый, что Аоси ещё не окончательно обратился ко злу, обещает вернуть его назад. На следующий день Кэнсин, Саносукэ и Сайто отправляются в штаб-квартиру Сисио, расположенную на горе Хиэй за пределами Киото. Сисио же, руководствуясь мнением своего советника Садодзимы Ходзи, посылает большую часть Дзюппонгатаны атаковать Аойю, где остаются Каору, Яхико, Мисао и Окина. Сопровождаемые Комагатой Юми, женщиной Сисио, Кэнсин и его друзья сталкиваются с Юкюдзаном Андзи. Саносукэ, которого Андзи ранее обучил мощному приёму, побеждает своего учителя, использовав усовершенствованную версию этого приёма. | | |
| 14 | 4 марта 1997 | ISBN 4-08-872284-1 |
| - 112. Продвижение (яп. 前進 Дзэнсин) - 113. Око Сердца Усуя, Око Сердца Сайто (яп. 宇水の心眼 斎藤の心眼 Усуй но Синган, Сайто: но Синган) - 114. Пронзающие клыки (яп. 突きたてる牙 Цукитатэру киба) - 115. Время выполнить обещание (яп. 約束の時は今 Якусоку но токи ва има) - 116. Новая битва (яп. 再選開始 Сайсэн кайси) - 117. Яростная атака Аоси (яп. 蒼紫猛攻 Аоси мо:ко:) - 118. На волосок (яп. 紙一重 Ками-хитоэ) - 119. Пришло время очнуться (яп. 目醒める時は今 Мэдзамэру токи ва има) - 120. Первое Амакакэру Рю но Хирамэки (яп. 天翔龍閃其之壱 Амакакэру Рю: но Хирамэки соно ити) | - 112. Продвижение (яп. 前進 Дзэнсин) - 113. Око Сердца Усуя, Око Сердца Сайто (яп. 宇水の心眼 斎藤の心眼 Усуй но Синган, Сайто: но Синган) - 114. Пронзающие клыки (яп. 突きたてる牙 Цукитатэру киба) - 115. Время выполнить обещание (яп. 約束の時は今 Якусоку но токи ва има) - 116. Новая битва (яп. 再選開始 Сайсэн кайси) - 117. Яростная атака Аоси (яп. 蒼紫猛攻 Аоси мо:ко:) - 118. На волосок (яп. 紙一重 Ками-хитоэ) - 119. Пришло время очнуться (яп. 目醒める時は今 Мэдзамэру токи ва има) - 120. Первое Амакакэру Рю но Хирамэки (яп. 天翔龍閃其之壱 Амакакэру Рю: но Хирамэки соно ити) | Заголовок тома: - Время выполнить обещание (яп. 約束の時は今 Якусоку но токи ва има) На обложке: - Химура Кэнсин - Сисио Макото - Сэта Содзиро - Комагата Юми - Садодзима Ходзи                               |
| Кэнсин и Саносукэ в сопровождении Юми отправляются дальше, оставляя Сайто сражаться против слепого Уонумы Усуя, исключительный слух которого позволяет ему угадывать движения оппонентов и их настрой — способность, именуемая «Око Сердца». Из боя с ним Сайто выходит победителем и убивает врага, хотя получает несколько ран. Тем временем люди Сисио окружают Аойю. Кэнсин и Саносукэ обнаруживают в одном из помещений штаб-квартиры Сисио Синомори Аоси, желающего отомстить Кэнсину за смерть подчинённых. Кэнсин в битве с Аоси заставляет его осознать, что мёртвые товарищи не желают мести, и побеждает его, используя изученную под руководством Хико Сэйдзюро технику Амакакэру Рю но Хирамэки. | | |
| 15 | 1 мая 1997 | ISBN 4-08-872295-7 |
| - 121. Бой за Аойю (яп. 攻防葵屋 Ко:бо: Аойя) - 122. Битва мальчика (яп. 闘う少年 Татакау сё:нэн) - 123. Битва девочек (яп. 闘う少女 Татакау сё:дзё) - 124. Тень отчаяния (яп. 絶望の影 Дзэцубо: но кагэ) - 125. Явление! (яп. 降臨!! Ко:рин!!) - 126. Великан против великого человека, начало (яп. 巨人対超人（前編） Кёдзин тай тё:дзин (дзэмпэн)) - 127. Великан против великого человека, окончание (яп. 巨人対超人（後編） Кёдзин тай тё:дзин (ко:хэн)) - 128. В бой вступает Содзиро (яп. 宗次郎出陣 Со:дзиро: сюцудзин) - 129. Сюкути (Сжатая земля) (яп. 縮地 Сюкути) | - 121. Бой за Аойю (яп. 攻防葵屋 Ко:бо: Аойя) - 122. Битва мальчика (яп. 闘う少年 Татакау сё:нэн) - 123. Битва девочек (яп. 闘う少女 Татакау сё:дзё) - 124. Тень отчаяния (яп. 絶望の影 Дзэцубо: но кагэ) - 125. Явление! (яп. 降臨!! Ко:рин!!) - 126. Великан против великого человека, начало (яп. 巨人対超人（前編） Кёдзин тай тё:дзин (дзэмпэн)) - 127. Великан против великого человека, окончание (яп. 巨人対超人（後編） Кёдзин тай тё:дзин (ко:хэн)) - 128. В бой вступает Содзиро (яп. 宗次郎出陣 Со:дзиро: сюцудзин) - 129. Сюкути (Сжатая земля) (яп. 縮地 Сюкути) | Заголовок тома: - Великан против великого человека (яп. 巨人対超人 Кёдзин тай тё:дзин) На обложке: - Химура Кэнсин - Камия Каору                                                                              |
| Участники Дзюппонгатаны нападают на Аойю. Яхико одерживает верх над бойцом по имени Карива Хэнъя, способным парить в воздухе, а Каору и Мисао побеждают вооружённого огромной косой Хондзё Каматари. Третий из нападающих, толстяк Ивамбо, оказывается слишком глуп, чтобы драться, и сбегает с поля боя. Но на место побеждённых приходят оставшиеся члены Дзюппонгатаны — хитрый старик Сайдзути и великан Фудзи. От поражения защитников Аойи спасает вовремя появившийся Хико Сэйдзюро. Тем временем Кэнсин во второй раз сталкивается с Сэтой Содзиро, который оказывается сильнее за счёт полного отсутствия эмоций и одной из своих техник под названием Сюкути, позволяющей ему двигаться с очень большой скоростью. | | |
| 16 | 4 июня 1997 | ISBN 4-08-872296-5 |
| - 130. Прошлое Содзиро: случайная встреча лунной ночью (яп. 宗次郎の過去－月夜の邂逅－ Со:дзиро: но како — цукиё но кайко:) - 131. Прошлое Содзиро: безумие в грозу (яп. 宗次郎の過去－稲妻の狂宴－ Со:дзиро: но како — инадзума но кё:эн) - 132. Прошлое Содзиро: улыбка под ледяным дождём (яп. 宗次郎の過去－氷雨の笑顔－ Со:дзиро: но како — хисамэ но эгао) - 133. Сломленный дух (яп. 精神崩壊 Кокоро коварэру) - 134. Второе Амакакэру Рю но Хирамэки (яп. 天翔龍閃其之弐 Амакакэру Рю: но Хирамэки соно ни) - 135. Те, кто приходит, и те, кто уходит (яп. 集う者去る者 Цудоу моно, сару моно) - 136. Когда началась битва (яп. 闘いの始まりはいつからだったか Татакаи но хадзимари ва ицукара датта ка) - 137. Пища (яп. 糧 Катэ) - 138. Воля небес (яп. 摂理 Сэцури) | - 130. Прошлое Содзиро: случайная встреча лунной ночью (яп. 宗次郎の過去－月夜の邂逅－ Со:дзиро: но како — цукиё но кайко:) - 131. Прошлое Содзиро: безумие в грозу (яп. 宗次郎の過去－稲妻の狂宴－ Со:дзиро: но како — инадзума но кё:эн) - 132. Прошлое Содзиро: улыбка под ледяным дождём (яп. 宗次郎の過去－氷雨の笑顔－ Со:дзиро: но како — хисамэ но эгао) - 133. Сломленный дух (яп. 精神崩壊 Кокоро коварэру) - 134. Второе Амакакэру Рю но Хирамэки (яп. 天翔龍閃其之弐 Амакакэру Рю: но Хирамэки соно ни) - 135. Те, кто приходит, и те, кто уходит (яп. 集う者去る者 Цудоу моно, сару моно) - 136. Когда началась битва (яп. 闘いの始まりはいつからだったか Татакаи но хадзимари ва ицукара датта ка) - 137. Пища (яп. 糧 Катэ) - 138. Воля небес (яп. 摂理 Сэцури) | Заголовок тома: - Воля небес (яп. 摂理 Сэцури) На обложке: - Химура Кэнсин - Камия Каору |
| В ходе боя Содзиро вспоминает день, когда он встретил Сисио и подавил все свои чувства, чтобы стать сильным и убить приёмную семью, которая очень плохо с ним обращалась. Содзиро снова обретает эмоции, что даёт преимущество Кэнсину, способному угадывать намерения оппонента по его эмоциональному состоянию. Кэнсин одерживает победу над Содзиро, однако тот разгадывает секрет его главной техники Амакакэру Рю но Хирамэки и сообщает о нём Сисио. После этого Кэнсин вступает в поединок с Сисио, который, благодаря некоторым особенностям своего меча, может применять в бою техники, связанные с огнём. Используя их, Сисио довольно быстро побеждает Кэнсина, который от утомления и потери крови теряет сознание. | | |
| 17 | 3 октября 1997 | ISBN 4-08-872297-3 |
| - 139. Громкий смех (яп. 高笑い Такавараи) - 140. Удача ещё не исчерпана (яп. 命運未だ尽きず Мэйун мада цукидзу) - 141. Обоюдоострое пламя (яп. 両刃の炎 Мороха но хоно:) - 142. Финальная ситуация (яп. 最終局面 Сайсю: кёкумэн) - 143. Третье Амакакэру Рю но Хирамэки (яп. 天翔龍閃其之参 Амакакэру Рю: но Хирамэки соно сан) - 144. Юми: формы любви (яп. 由美・愛の形 Юми — ай но катати) - 145. Окончательное решение: избранник эпохи (яп. 決着－時代の選びし者－ Кэттяку — дзидай но эрабисимоно) - 146. Упорство Ходзи (яп. 方治の執念 Ходзи но сю:нэн) - 147. Эпилог киотской истории, часть 1: судьба Дзюппонгатаны, часть 1 (яп. 京都編エピローグ其之壱・十本刀始末（前編） Кё:то-хэн эпиро:гу соно ити — Дзюппонгатана симацу (дзэмпэн)) - 148. Эпилог киотской истории, часть 2: судьба Дзюппонгатаны, часть 2 (яп. 京都編エピローグ其之弐・十本刀始末（後編） Кё:то-хэн эпиро:гу соно ни — Дзюппонгатана симацу (ко:хэн)) | - 139. Громкий смех (яп. 高笑い Такавараи) - 140. Удача ещё не исчерпана (яп. 命運未だ尽きず Мэйун мада цукидзу) - 141. Обоюдоострое пламя (яп. 両刃の炎 Мороха но хоно:) - 142. Финальная ситуация (яп. 最終局面 Сайсю: кёкумэн) - 143. Третье Амакакэру Рю но Хирамэки (яп. 天翔龍閃其之参 Амакакэру Рю: но Хирамэки соно сан) - 144. Юми: формы любви (яп. 由美・愛の形 Юми — ай но катати) - 145. Окончательное решение: избранник эпохи (яп. 決着－時代の選びし者－ Кэттяку — дзидай но эрабисимоно) - 146. Упорство Ходзи (яп. 方治の執念 Ходзи но сю:нэн) - 147. Эпилог киотской истории, часть 1: судьба Дзюппонгатаны, часть 1 (яп. 京都編エピローグ其之壱・十本刀始末（前編） Кё:то-хэн эпиро:гу соно ити — Дзюппонгатана симацу (дзэмпэн)) - 148. Эпилог киотской истории, часть 2: судьба Дзюппонгатаны, часть 2 (яп. 京都編エピローグ其之弐・十本刀始末（後編） Кё:то-хэн эпиро:гу соно ни — Дзюппонгатана симацу (ко:хэн))                                                                              | Заголовок тома: - Окончательное решение (яп. 決着 Кэттяку) На обложке: - Химура Кэнсин |
| Сайто, Саносукэ и Аоси пробуют сразиться с Сисио, но тот легко расправляется с ними. Тем временем Кэнсин приходит в себя и продолжает битву. Одной из особенностей Сисио является необычно высокая температура тела, которая в процессе боя начинает сказываться на его состоянии. Комагата Юми пробует защитить Сисио, но погибает от его руки: он пронзает Юми своим мечом, убивая её и раня Кэнсина, но затем, пытаясь покончить с ним, самовоспламеняется от перегрева и сгорает дотла. Садодзима Ходзи, потрясённый смертью своего руководителя, взрывает штаб-квартиру, однако Кэнсину и остальным удаётся пережить взрыв. Месяц спустя, когда Кэнсин и его друзья оправляются от ран, им наносит визит Савагэдзё Тё и сообщает о судьбе членов Дзюппонгатаны. Выясняется, что большинство их присоединилось к правительству Мэйдзи, кроме Андзи, выбравшего тюремный срок, и Ходзи, совершившего самоубийство; Сэта Содзиро и Ивамбо не были найдены. | | |
| 18 | 4 декабря 1997 | ISBN 4-08-872298-1 |
| - 149. Эпилог киотской истории, часть 3: летнее утро (яп. 京都編エピローグ其之参・初夏の午前 Кё:то-хэн эпиро:гу соно сан — Сёка но годзэн) - 150. Эпилог киотской истории, часть 4: летний вечер (яп. 京都編エピローグ其之四・初夏の午後 Кё:то-хэн эпиро:гу соно ён — Сёка но гого) - 151. Эпилог киотской истории, часть 5: In The Blue Sky (яп. 京都編エピローグ其之五・IN THE BLUE SKY Кё:то-хэн эпиро:гу соно го — In the blue sky) - 152. Всё ещё со шрамом? (яп. 十字傷はまだ有るか？ Дзю:дзи кидзу ва мада ару ка?) - 153. Однорукий человек (яп. 隻腕の男 Сэкиван но отоко) - 154. Сигнальный костёр мести (яп. 復讐の狼煙 Фукусю: но нороси) - 155. Дзинтю (яп. 人誅 Дзинтю:) - 156. Товарищи (яп. 同志 До:си) - 157. Нетерпение Яхико (яп. 弥彦のあせり Яхико но асэри) - 158. Два яростных шторма (яп. 双嵐吹き荒ぶ！ Со:ран фукисусабу!) | - 149. Эпилог киотской истории, часть 3: летнее утро (яп. 京都編エピローグ其之参・初夏の午前 Кё:то-хэн эпиро:гу соно сан — Сёка но годзэн) - 150. Эпилог киотской истории, часть 4: летний вечер (яп. 京都編エピローグ其之四・初夏の午後 Кё:то-хэн эпиро:гу соно ён — Сёка но гого) - 151. Эпилог киотской истории, часть 5: In The Blue Sky (яп. 京都編エピローグ其之五・IN THE BLUE SKY Кё:то-хэн эпиро:гу соно го — In the blue sky) - 152. Всё ещё со шрамом? (яп. 十字傷はまだ有るか？ Дзю:дзи кидзу ва мада ару ка?) - 153. Однорукий человек (яп. 隻腕の男 Сэкиван но отоко) - 154. Сигнальный костёр мести (яп. 復讐の狼煙 Фукусю: но нороси) - 155. Дзинтю (яп. 人誅 Дзинтю:) - 156. Товарищи (яп. 同志 До:си) - 157. Нетерпение Яхико (яп. 弥彦のあせり Яхико но асэри) - 158. Два яростных шторма (яп. 双嵐吹き荒ぶ！ Со:ран фукисусабу!) | Заголовок тома: - Всё ещё со шрамом? (яп. 十字傷はまだ有るか? Дзю:дзи кидзу ва мада ару ка?) На обложке: - Химура Кэнсин - Камия Каору - Юкисиро Эниси                                                        |
| После отдыха и залечивания ран Кэнсин и его друзья возвращаются в Токио. В это время в Японию прибывает один из врагов Кэнсина по имени Юкисиро Эниси, глава китайской мафиозной группировки, торгующей оружием. Он собирает вокруг себя группу из шести человек, одержимых идеей мести Кэнсину за убийства, совершённые им во время бакумацу. Один из участников этой группы, однорукий Кудзиранами Хёго, разрушает ресторан Акабэко. Другие стремятся причинить вред хорошим знакомым Кэнсина, чтобы запугать его и заставить беспокоиться: кулачный боец Инуи Бандзин нападает на соседнее додзё, куда Каору ходит давать уроки, а наёмный убийца Отова Хёко атакует резиденцию старого знакомого Кэнсина, начальника полицейского участка по фамилии Урамура. Кэнсин и Саносукэ, разделившись, спешат на выручку своим товарищам. | | |
| 19 | 4 февраля 1998 | ISBN 4-08-872515-8 |
| - 159. Неуязвимые наручи (яп. 無敵鉄甲 Мутэки тэкко:) - 160. Оружие убийцы (яп. 人間暗器 Нингэн анки) - 161. Пронизывающий вопрос (яп. 穿つ問い掛け Угацу тоикакэ) - 162. Мысли на рассвете (яп. 暁に想う Акацуки ни омоу) - 163. Прелюдия к финалу (яп. 終焉への序曲 Сю:эн э но дзёкёку) - 164. Иллюзии и реальность (яп. 幻と現実 Мабороси то гэндзицу) - 165. Воспоминания 1: хитокири (яп. 追憶ノ壱－人斬り－ Цуйоку но ити — хитокири) - 166. Воспоминания 2: рождение баттосая (яп. 追憶ノ弐－抜刀斎誕生－ Цуйоку но ни — батто:сай тандзё:) - 167. Воспоминания 3: мужчина и женщина под кровавым дождём (яп. 追憶ノ参－血の雨の男と女－ Цуйоку но сан — ти но амэ но отоко то онна) | - 159. Неуязвимые наручи (яп. 無敵鉄甲 Мутэки тэкко:) - 160. Оружие убийцы (яп. 人間暗器 Нингэн анки) - 161. Пронизывающий вопрос (яп. 穿つ問い掛け Угацу тоикакэ) - 162. Мысли на рассвете (яп. 暁に想う Акацуки ни омоу) - 163. Прелюдия к финалу (яп. 終焉への序曲 Сю:эн э но дзёкёку) - 164. Иллюзии и реальность (яп. 幻と現実 Мабороси то гэндзицу) - 165. Воспоминания 1: хитокири (яп. 追憶ノ壱－人斬り－ Цуйоку но ити — хитокири) - 166. Воспоминания 2: рождение баттосая (яп. 追憶ノ弐－抜刀斎誕生－ Цуйоку но ни — батто:сай тандзё:) - 167. Воспоминания 3: мужчина и женщина под кровавым дождём (яп. 追憶ノ参－血の雨の男と女－ Цуйоку но сан — ти но амэ но отоко то онна) | Заголовок тома: - Иллюзии и реальность (яп. 幻と現実 Мабороси то гэндзицу) На обложке: - Химура Кэнсин - Юкисиро Эниси - Юкисиро Томоэ                                                                        |
| Столкновение Саносукэ и Бандзина не приносит победы ни одному из них: первый не может драться из-за не вылеченной полностью руки, а второй вынужден отступить, так как его партнёр Гэин закладывает бомбу рядом с местом драки. Кэнсин, прибывший к дому начальника полиции, обнаруживает там Отову, который, однако, предпочитает скрыться и не вступать в бой с сильным противником. Несколько дней спустя Кэнсин встречает Юкисиро Эниси, который объявляет, что намерен мстить за смерть Томоэ, своей старшей сестры, и сообщает, что он и его помощники нападут через несколько дней. Вернувшись в додзё, Кэнсин объясняет друзьям, что Томоэ в годы бакумацу была его женой и трагически погибла от его руки. Он рассказывает о том, как перед реставрацией Мэйдзи работал на империалистов в качестве хитокири, как один из убитых им мечников перед смертью задел его клинком по щеке и оставил шрам, и как через несколько дней свидетельницей его нового убийства стала молодая женщина.                                                                                                | | |
| 20 | 4 мая 1998 | ISBN 4-08-872551-4 |
| - 168. Воспоминания 4: Юкисиро Томоэ (яп. 追憶ノ四－雪代 巴－ Цуйоку но ён — Юкисиро Томоэ) - 169. Воспоминания 5: безумие (яп. 追憶ノ伍－狂－ Цуйоку но го — кё:) - 170. Воспоминания 6: великое потрясение в первый год эры Гэндзи (яп. 追憶ノ六－激動・元治元年－ Цуйоку но року — гэкидо: Гэндзи ганнэн) - 171. Короткий перерыв (яп. 小休止 Сё:кю:си) - 172. Воспоминания 7: В деревне (яп. 追憶ノ七－田園にて－ Цуйоку но сити — дэнъэн ни тэ) - 173. Воспоминания 8: визит Эниси (яп. 追憶ノ八－縁、来訪－ Цуйоку но хати — Эниси, райхо:) - 174. Воспоминания 9: белый снег (яп. 追憶ノ九－雪、白く･･･－ Цуйоку но кю: — юки, сироку...) - 175. Воспоминания 10: лес преград (яп. 追憶ノ十－結界の森－ Цуйоку но дзю: — кэккай но мори) - 176. Воспоминания 11: воины тени (яп. 追憶ノ十一－闇乃武－ Цуйоку но дзю:ити — Яминобу) - 177. Воспоминания 12: ожесточённая битва (яп. 追憶ノ十二－激闘－ Цуйоку но дзю:ни — гэкито:) | - 168. Воспоминания 4: Юкисиро Томоэ (яп. 追憶ノ四－雪代 巴－ Цуйоку но ён — Юкисиро Томоэ) - 169. Воспоминания 5: безумие (яп. 追憶ノ伍－狂－ Цуйоку но го — кё:) - 170. Воспоминания 6: великое потрясение в первый год эры Гэндзи (яп. 追憶ノ六－激動・元治元年－ Цуйоку но року — гэкидо: Гэндзи ганнэн) - 171. Короткий перерыв (яп. 小休止 Сё:кю:си) - 172. Воспоминания 7: В деревне (яп. 追憶ノ七－田園にて－ Цуйоку но сити — дэнъэн ни тэ) - 173. Воспоминания 8: визит Эниси (яп. 追憶ノ八－縁、来訪－ Цуйоку но хати — Эниси, райхо:) - 174. Воспоминания 9: белый снег (яп. 追憶ノ九－雪、白く･･･－ Цуйоку но кю: — юки, сироку...) - 175. Воспоминания 10: лес преград (яп. 追憶ノ十－結界の森－ Цуйоку но дзю: — кэккай но мори) - 176. Воспоминания 11: воины тени (яп. 追憶ノ十一－闇乃武－ Цуйоку но дзю:ити — Яминобу) - 177. Воспоминания 12: ожесточённая битва (яп. 追憶ノ十二－激闘－ Цуйоку но дзю:ни — гэкито:)                                                                              | Заголовок тома: - Воспоминания (яп. 追憶 Цуйоку) На обложке: - Химура Кэнсин - Юкисиро Эниси |
| Кэнсин продолжает рассказ. Выясняется, что он не убил свидетельницу, Томоэ, а напротив, забрал её с собой. После того, как в Киото активизировались враждебные империалистам силы сёгуната, Кэнсин и Томоэ поженились и по совету начальников Кэнсина бежали в деревню, где стали жить под видом семейной пары. Однако через несколько месяцев обнаружилось, что Томоэ была подослана группой заговорщиков, поддерживавших сёгунат, чтобы выяснить уязвимые места Кэнсина и убить его. Решив спасти мужа, Томоэ пошла к заговорщикам, однако они схватили её, чтобы заманить Кэнсина в ловушку. Тот отправился спасать Томоэ и убил почти всех участников группировки, но получил тяжёлые ранения в сражениях с ними. | | |
| 21 | 3 июля 1998 | ISBN 4-08-872574-3 |
| - 178. Воспоминания 13: крестообразный шрам (яп. 追憶ノ十三－十字傷－ Цуйоку но дзю:сан — дзю:дзи кидзу) - 179. Воспоминания 14: и так прошло время (яп. 追憶ノ十四－そして時代は流れ－ Цуйоку но дзю:ён — соситэ дзидай ва нагарэ) - 180. Опускается ночь... (яп. 夜が更けて･･･ Ё га фукэтэ...) - 181. Луч надежды (яп. 一縷の望み Итиру но нодзоми) - 182. Признание, начало (яп. 告白（前編） Кокухаку (дзэмпэн)) - 183. Признание, окончание (яп. 告白（後編） Кокухаку (ко:хэн)) - 184. Фейерверк (яп. 花火 Ханаби) - 185. Против пушки Армстронга (яп. 対アームストロング砲 Тай А:мусуторонгу-хо:) - 186. Новые неуязвимые наручи (яп. 新・無敵鉄甲 Син мутэки тэкко:) | - 178. Воспоминания 13: крестообразный шрам (яп. 追憶ノ十三－十字傷－ Цуйоку но дзю:сан — дзю:дзи кидзу) - 179. Воспоминания 14: и так прошло время (яп. 追憶ノ十四－そして時代は流れ－ Цуйоку но дзю:ён — соситэ дзидай ва нагарэ) - 180. Опускается ночь... (яп. 夜が更けて･･･ Ё га фукэтэ...) - 181. Луч надежды (яп. 一縷の望み Итиру но нодзоми) - 182. Признание, начало (яп. 告白（前編） Кокухаку (дзэмпэн)) - 183. Признание, окончание (яп. 告白（後編） Кокухаку (ко:хэн)) - 184. Фейерверк (яп. 花火 Ханаби) - 185. Против пушки Армстронга (яп. 対アームストロング砲 Тай А:мусуторонгу-хо:) - 186. Новые неуязвимые наручи (яп. 新・無敵鉄甲 Син мутэки тэкко:) | Заголовок тома: - И так прошло время (яп. そして時代は流れ Соситэ дзидай ва нагарэ) На обложке: - Химура Кэнсин - Юкисиро Томоэ                                                                               |
| Кэнсин заканчивает повествование, рассказывая, как Томоэ погибла, пытаясь защитить его от главаря заговорщиков; нож, вылетевший из её руки, вычертил на щеке Кэнсина новую отметину, образовав крестообразный шрам. После завершения рассказа все друзья Кэнсина начинают готовиться к битве с Эниси. Каору, помимо прочего, посылает известие Макимати Мисао в Киото и просит её привезти оттуда дневник Томоэ, чтобы заставить Эниси прочесть его. Мисао и Аоси, забрав дневник у монахов буддийского монастыря, направляются в Токио. В назначенный день шестеро мстителей нападают на додзё Каору. Первым атакует Кудзиранами, вооружённый пушкой Армстронга. Кэнсин и Саносукэ побеждают его, но лишь для того, чтобы столкнуться с Бандзином и Отовой. | | |
| 22 | 3 сентября 1998 | ISBN 4-08-872601-4 |
| - 187. Положение дел на поле боя (яп. 戦局の行方 Сэнкёку но юкуэ) - 188. Искусный механик (яп. 機巧の芸術家 Каракури но арутэйсуто) - 189. Бой на три фронта: раунд 1, часть 1 (яп. 三局の闘い其之一ノ一 Санкёку но татакаи соно ити но ити) - 190. Бой на три фронта: раунд 1, часть 2 (яп. 三局の闘い其之一ノ二 Санкёку но татакаи соно ити но ни) - 191. Бой на три фронта: раунд 2, часть 1 (яп. 三局の闘い其之二ノ一 Санкёку но татакаи соно ни но ити) - 192. Бой на три фронта: раунд 2, часть 2 (яп. 三局の闘い其之二ノ二 Санкёку но татакаи соно ни но ни) - 193. Бой на три фронта: раунд 2, часть 3 (яп. 三局の闘い其之二ノ三 Санкёку но татакаи соно ни но сан) - 194. Бой на три фронта: раунд 3, часть 1 (яп. 三局の闘い其之三ノ一 Санкёку но татакаи соно сан но ити) - 195. Бой на три фронта: раунд 3, часть 2 (яп. 三局の闘い其之三ノ二 Санкёку но татакаи соно сан но ни) - 196. Синий дым волка (яп. 狼の紫煙 О:ками но сиэн) | - 187. Положение дел на поле боя (яп. 戦局の行方 Сэнкёку но юкуэ) - 188. Искусный механик (яп. 機巧の芸術家 Каракури но арутэйсуто) - 189. Бой на три фронта: раунд 1, часть 1 (яп. 三局の闘い其之一ノ一 Санкёку но татакаи соно ити но ити) - 190. Бой на три фронта: раунд 1, часть 2 (яп. 三局の闘い其之一ノ二 Санкёку но татакаи соно ити но ни) - 191. Бой на три фронта: раунд 2, часть 1 (яп. 三局の闘い其之二ノ一 Санкёку но татакаи соно ни но ити) - 192. Бой на три фронта: раунд 2, часть 2 (яп. 三局の闘い其之二ノ二 Санкёку но татакаи соно ни но ни) - 193. Бой на три фронта: раунд 2, часть 3 (яп. 三局の闘い其之二ノ三 Санкёку но татакаи соно ни но сан) - 194. Бой на три фронта: раунд 3, часть 1 (яп. 三局の闘い其之三ノ一 Санкёку но татакаи соно сан но ити) - 195. Бой на три фронта: раунд 3, часть 2 (яп. 三局の闘い其之三ノ二 Санкёку но татакаи соно сан но ни) - 196. Синий дым волка (яп. 狼の紫煙 О:ками но сиэн)                                                                     | Заголовок тома: - Бой на три фронта (яп. 三局の闘い Санкёку но татакаи) На обложке: - Химура Кэнсин |
| Используя своё мастерство механика, на додзё нападает Гэин, управляющий большой искусно сконструированной куклой. Кэнсин вступает с ним в бой, позволяя Яхико сразиться с Отовой. После продолжительной битвы Кэнсин разрушает творение механика и некоторое время отдыхает перед следующим боем. Саносукэ побеждает Бандзина с помощью приёма, выученного у Юкюдзана Андзи, а Яхико ценой огромных усилий справляется с Отовой. После этого на поле боя возникает Яцумэ Мумёи, шестой мститель, и пытается атаковать Каору; его последующая угрожающая речь прерывается неожиданным появлением Сайто Хадзимэ. | | |
| 23 | 4 ноября 1998 | ISBN 4-08-872626-X |
| - 197. И снова волк (яп. 再びの狼 Футатаби но о:ками) - 198. Непохоже на поражение (яп. 負ける気がしねぇ Макэру ки га синэ:) - 199. Наивный план (яп. 甘い采配 Амай сайхай) - 200. Поединок, назначенный судьбой (яп. 宿命の私闘 Сюкумэй но сито:) - 201. Ещё одна сила (яп. もう一つの力 Мо: хитоцу но тикара) - 202. Сказание о прошлом (яп. 昔語り Мукасигатари) - 203. Окончательно и бесповоротно завершить битву после пятнадцати лет ожидания (яп. この十五年に及ぶ私闘に純然たる決着を Коно дзю:го нэн ни оёбу сито: ни дзюндзэнтару кэттяку о) - 204. Осознание преступления и наказания (яп. 罪と罰の意識 Цуми то бацу но исики) - 205. Истинный смысл дзинтю (яп. 人誅真意 Дзинтю: синъи) - 206. В серой тьме (яп. 鈍色暗中 Нибииро антю:) | - 197. И снова волк (яп. 再びの狼 Футатаби но о:ками) - 198. Непохоже на поражение (яп. 負ける気がしねぇ Макэру ки га синэ:) - 199. Наивный план (яп. 甘い采配 Амай сайхай) - 200. Поединок, назначенный судьбой (яп. 宿命の私闘 Сюкумэй но сито:) - 201. Ещё одна сила (яп. もう一つの力 Мо: хитоцу но тикара) - 202. Сказание о прошлом (яп. 昔語り Мукасигатари) - 203. Окончательно и бесповоротно завершить битву после пятнадцати лет ожидания (яп. この十五年に及ぶ私闘に純然たる決着を Коно дзю:го нэн ни оёбу сито: ни дзюндзэнтару кэттяку о) - 204. Осознание преступления и наказания (яп. 罪と罰の意識 Цуми то бацу но исики) - 205. Истинный смысл дзинтю (яп. 人誅真意 Дзинтю: синъи) - 206. В серой тьме (яп. 鈍色暗中 Нибииро антю:) | Заголовок тома: - Осознание преступления и наказания (яп. 罪と罰の意識 Цуми то бацу но исики) На обложке: - Химура Кэнсин - Камия Каору                                                                       |
| Сайто, прибывший в додзё, чтобы арестовать Эниси, решает сразиться с Яцумэ и без особых усилий побеждает его. После этого сам Эниси, последний оставшийся из шести мстителей, вступает в бой с Кэнсином, причём его китайский стиль фехтования оказывается мощнее техник Кэнсина. В битве Эниси раскрывает истинную цель своей мести: он хочет убить Каору, чтобы причинить Кэнсину боль. Тот в ярости атакует Эниси, однако его удерживает очнувшийся Кудзиранами, что позволяет Эниси добраться до Каору. | | |
| 24 | 4 февраля 1999 | ISBN 4-08-872668-5 |
| - 207. Смена декораций: смерть (яп. 暗転入滅 Антэн ню:мэцу) - 208. Конец мечты (яп. ユメノオワリ Юмэ но овари) - 209. Прощай (яп. あばよ Абаё) - 210. Оиборэ — человек неизвестного происхождения (яп. オイボレ－その男素性不明－ Оиборэ — соно отоко судзё: фумэй) - 211. Не ноль (яп. 零じゃあない Дзэро дзяа най) - 212. Начало действий (яп. 行動開始 Ко:до: кайси) - 213. Условия сделки (яп. 交換条件 Ко:кан дзё:кэн) - 214. Перемена в Эниси (яп. 縁変調 Эниси хэнтё:) - 215. События трёх дней (яп. 三日経過 Микка кэйка) - 216. Двое в чёрном, начало (яп. 黒い装束の二人（前編） Курой сёдзоку но футари (дзэмпэн)) - 217. Двое в чёрном, окончание (яп. 黒い装束の二人（後編） Курой сёдзоку но футари (ко:хэн)) | - 207. Смена декораций: смерть (яп. 暗転入滅 Антэн ню:мэцу) - 208. Конец мечты (яп. ユメノオワリ Юмэ но овари) - 209. Прощай (яп. あばよ Абаё) - 210. Оиборэ — человек неизвестного происхождения (яп. オイボレ－その男素性不明－ Оиборэ — соно отоко судзё: фумэй) - 211. Не ноль (яп. 零じゃあない Дзэро дзяа най) - 212. Начало действий (яп. 行動開始 Ко:до: кайси) - 213. Условия сделки (яп. 交換条件 Ко:кан дзё:кэн) - 214. Перемена в Эниси (яп. 縁変調 Эниси хэнтё:) - 215. События трёх дней (яп. 三日経過 Микка кэйка) - 216. Двое в чёрном, начало (яп. 黒い装束の二人（前編） Курой сёдзоку но футари (дзэмпэн)) - 217. Двое в чёрном, окончание (яп. 黒い装束の二人（後編） Курой сёдзоку но футари (ко:хэн)) | Заголовок тома: - Конец мечты (яп. ユメノオワリ Юмэ но овари) На обложке: - Химура Кэнсин - Камия Каору - Мёдзин Яхико                                                                                        |
| Сайто и Саносукэ справляются с Кудзиранами, но Кэнсин, вбежав в додзё, находит Каору убитой. Он уходит горевать в селение падших людей, и никакие уговоры не могут заставить его вернуться. Разочаровавшись в нём, Саносукэ покидает Токио. В это время в город прибывают Аоси и Мисао, принося с собой дневник Томоэ. Услышав рассказ о случившемся, Аоси производит расследование и догадывается, что Каору жива, и что вместо неё была похоронена кукла, которую соорудил из частей человеческих тел Гэин. Чтобы проверить это, Аоси вскрывает могилу Каору, и его предположения подтверждаются. Вскоре к могиле является Гэин, чтобы забрать куклу. Аоси устраивает засаду и убивает его после того, как узнаёт, где Эниси удерживает Каору. | | |
| 25 | 2 апреля 1999 | ISBN 4-08-872696-0 |
| - 218. Освобождённое безумие (яп. 狂気 解き放たる Кё:ки токиханатару) - 219. Настоящая битва Яхико 1 (яп. 弥彦 真の闘い 其の壱 Яхико син но татакаи соно ити) - 220. Настоящая битва Яхико 2 (яп. 弥彦 真の闘い 其の弐 Яхико син но татакаи соно ни) - 221. Настоящая битва Яхико 3 (яп. 弥彦 真の闘い 其の参 Яхико син но татакаи соно сан) - 222. Настоящая битва Яхико 4 (яп. 弥彦 真の闘い 其の四 Яхико син но татакаи соно ён) - 223. Мечты, реальность и иллюзии (яп. 夢と現と幻 Юмэ то уцуцу то мабороси) - 224. Реальность (яп. 真実 Синдзицу) - 225. В тот момент — порыв ветра (яп. その時、一陣の風 Соно токи, итидзин но кадзэ) - 226. От самурая к самурайскому роду (яп. 侍から士族へ Самурай кара сидзоку э) - 227. Ещё четыре дня, ещё один человек (яп. あと四日、あと一人 Ато ёкка, ато хитори) | - 218. Освобождённое безумие (яп. 狂気 解き放たる Кё:ки токиханатару) - 219. Настоящая битва Яхико 1 (яп. 弥彦 真の闘い 其の壱 Яхико син но татакаи соно ити) - 220. Настоящая битва Яхико 2 (яп. 弥彦 真の闘い 其の弐 Яхико син но татакаи соно ни) - 221. Настоящая битва Яхико 3 (яп. 弥彦 真の闘い 其の参 Яхико син но татакаи соно сан) - 222. Настоящая битва Яхико 4 (яп. 弥彦 真の闘い 其の四 Яхико син но татакаи соно ён) - 223. Мечты, реальность и иллюзии (яп. 夢と現と幻 Юмэ то уцуцу то мабороси) - 224. Реальность (яп. 真実 Синдзицу) - 225. В тот момент — порыв ветра (яп. その時、一陣の風 Соно токи, итидзин но кадзэ) - 226. От самурая к самурайскому роду (яп. 侍から士族へ Самурай кара сидзоку э) - 227. Ещё четыре дня, ещё один человек (яп. あと四日、あと一人 Ато ёкка, ато хитори) | Заголовок тома: - Реальность (яп. 真実 Синдзицу) На обложке: - Химура Кэнсин - Мёдзин Яхико - Сагара Саносукэ                                                                                                 |
| Арестованный Кудзиранами сходит с ума в своей камере и вырывается из тюрьмы, громя город в поисках Кэнсина. Яхико и несколько полицейских безуспешно пытаются остановить его. Сандзё Цубамэ в отчаянии просит Кэнсина спасти Яхико, но тот не реагирует на слова девочки. Однако с помощью старого бродяги по прозвищу Оиборэ («выживший из ума старик»), оказавшегося отцом Томоэ и Эниси, Кэнсину удаётся понять, каким образом можно искупить вину за прошлые убийства. Он отправляется на помощь Яхико и побеждает Кудзиранами, к которому возвращается рассудок. После этого Кэнсин и Яхико отдыхают и набираются сил, пока остальные готовятся к захвату острова, где находится база Эниси и содержится похищенная им Каору. | | |
| 26 | 2 июля 1999 | ISBN 4-08-872732-0 |
| - 228. Мужская спина 1: возвращение драчуна (яп. 男の背中 其の壱 喧嘩屋再開 Отоко но сэнака соно ити — кэнкая сайкай) - 229. Мужская спина 2: двое похожих людей (яп. 男の背中 其の弐 似た者同士 Отоко но сэнака соно ни — нитамоно до:си) - 230. Мужская спина 3: семейный портрет (яп. 男の背中 其の参 家族の肖像 Отоко но сэнака соно сан — кадзоку но сё:дзо:) - 231. Мужская спина 4: критическая ситуация (яп. 男の背中 其の四 一触即発 Отоко но сэнака соно ён — иссёку-сокухацу) - 232. Мужская спина 5: иероглиф «злой» (яп. 男の背中 其の伍 悪一文字 Отоко но сэнака соно го — аку итимондзи) - 233. Мужская спина 6: рокот гор (яп. 男の背中 其の六 山鳴り Отоко но сэнака соно року — яманари) - 234. Мужская спина 7: о чём говорит спина (яп. 男の背中 其の七 背中は語る Отоко но сэнака соно сити — сэнака ва катару) - 235. Белизна увиденного в тот день снега (яп. あの日見た、雪の白さ Ано хи мита, юки но сираса) - 236. Высадка на берег (яп. 上陸 Дзё:рику) - 237. Ссора (яп. 仲違い Накатагаи)                                                                             | - 228. Мужская спина 1: возвращение драчуна (яп. 男の背中 其の壱 喧嘩屋再開 Отоко но сэнака соно ити — кэнкая сайкай) - 229. Мужская спина 2: двое похожих людей (яп. 男の背中 其の弐 似た者同士 Отоко но сэнака соно ни — нитамоно до:си) - 230. Мужская спина 3: семейный портрет (яп. 男の背中 其の参 家族の肖像 Отоко но сэнака соно сан — кадзоку но сё:дзо:) - 231. Мужская спина 4: критическая ситуация (яп. 男の背中 其の四 一触即発 Отоко но сэнака соно ён — иссёку-сокухацу) - 232. Мужская спина 5: иероглиф «злой» (яп. 男の背中 其の伍 悪一文字 Отоко но сэнака соно го — аку итимондзи) - 233. Мужская спина 6: рокот гор (яп. 男の背中 其の六 山鳴り Отоко но сэнака соно року — яманари) - 234. Мужская спина 7: о чём говорит спина (яп. 男の背中 其の七 背中は語る Отоко но сэнака соно сити — сэнака ва катару) - 235. Белизна увиденного в тот день снега (яп. あの日見た、雪の白さ Ано хи мита, юки но сираса) - 236. Высадка на берег (яп. 上陸 Дзё:рику) - 237. Ссора (яп. 仲違い Накатагаи) | Заголовок тома: - Мужская спина (яп. 男の背中 Отоко но сэнака) На обложке: - Химура Кэнсин - Мёдзин Яхико - Юкисиро Эниси - Юкисиро Томоэ                                                                     |
| Покинув Токио, Саносукэ направляется в провинциальный городок, где прошло его детство, и находит там свою семью, которую не видел много лет. Выясняется, что глава местной якудзы хочет поставить городок под свой контроль, чему сопротивляется отец Саносукэ. Сын помогает отцу избавиться от этой угрозы, устраивая драку с якудзой и избивая помогавшего преступникам правительственного чиновника, после чего возвращается в Токио. На следующий день Кэнсин и его друзья вместе с полицией отправляются на островную базу Эниси, чтобы спасти Каору. Но после высадки на берег их атакуют телохранители У Хэйсина, заместителя Эниси на посту руководителя мафиозной группировки. | | |
| 27 | 3 сентября 1999 | ISBN 4-08-872758-4 |
| - 238. Сы Син — превращение (яп. 四星変化 Су: Син хэнка) - 239. Битва с Сы Шэнь: Сайто против Сэйрю (яп. 四神対決－斎藤対青龍－ Су: Син тайкэцу — Сайто: тай Сэйрю:) - 240. Битва с Сы Шэнь: Аоси против Судзаку (яп. 四神対決－蒼紫対朱雀－ Су: Син тайкэцу — Аоси тай Судзаку) - 241. Битва с Сы Шэнь: Саносукэ против Бякко (яп. 四神対決－左之助対白虎－ Су: Син тайкэцу — Саносукэ тай Бякко) - 242. Битва с Сы Шэнь: Яхико против Гэмбу (яп. 四神対決－弥彦対玄武－ Су: Син тайкэцу — Яхико тай Гэмбу) - 243. Новая встреча дракона и тигра (яп. 龍虎再見 Рю:ко сайгэн) - 244 Скрещённые мечи (яп. 撃剣 Гэкикэн) - 245. Поражение Амакакэру Рю но Хирамэки (яп. 飛天御剣流、封殺 Амакакэру Рю: но Хирамэки фу:сацу) - 246. Ответ (яп. 答 Котаэ) - 247. Нервы безумия (яп. 狂経脈 Кё:кэймяку) | - 238. Сы Син — превращение (яп. 四星変化 Су: Син хэнка) - 239. Битва с Сы Шэнь: Сайто против Сэйрю (яп. 四神対決－斎藤対青龍－ Су: Син тайкэцу — Сайто: тай Сэйрю:) - 240. Битва с Сы Шэнь: Аоси против Судзаку (яп. 四神対決－蒼紫対朱雀－ Су: Син тайкэцу — Аоси тай Судзаку) - 241. Битва с Сы Шэнь: Саносукэ против Бякко (яп. 四神対決－左之助対白虎－ Су: Син тайкэцу — Саносукэ тай Бякко) - 242. Битва с Сы Шэнь: Яхико против Гэмбу (яп. 四神対決－弥彦対玄武－ Су: Син тайкэцу — Яхико тай Гэмбу) - 243. Новая встреча дракона и тигра (яп. 龍虎再見 Рю:ко сайгэн) - 244 Скрещённые мечи (яп. 撃剣 Гэкикэн) - 245. Поражение Амакакэру Рю но Хирамэки (яп. 飛天御剣流、封殺 Амакакэру Рю: но Хирамэки фу:сацу) - 246. Ответ (яп. 答 Котаэ) - 247. Нервы безумия (яп. 狂経脈 Кё:кэймяку) | Заголовок тома: - Ответ (яп. 答 Котаэ) На обложке: - Химура Кэнсин - Юкисиро Эниси |
| Сайто, Аоси, Саносукэ и Яхико побеждают людей У Хэйсина, после чего на поле боя появляется Эниси, приводя с собой живую и здоровую Каору. Кэнсин вступает в сражение с Эниси, которому удаётся блокировать все удары противника. Эниси предлагает Кэнсину совершить самоубийство, чтобы искупить вину за убийство Томоэ, но Кэнсин отказывается, говоря, что искупление с его стороны будет и далее заключаться в защите слабых. В ярости Эниси обнаруживает особенность своей нервной системы, развившуюся после смерти сестры — способность усиливать ощущения и реакцию, за счёт которых он оказывается сильнее Кэнсина. | | |
| 28 | 4 ноября 1999 | ISBN 4-08-872782-7 |
| - 248. Ярость (яп. 怒り Икари) - 249. Новый шаг (яп. 新たなる一歩 Атаранару иппо) - 250. Снова улыбка (яп. 笑顔、再び Эгао, футатаби) - 251. Hurry Go Round (яп. HURRY GO ROUND) - 252. Осенний ветер (яп. 秋風 Акикадзэ) - 253. Тёплая осенняя погода (яп. 小春日和 Кохару хиёри) - 254. Прошедшие годы (яп. 星霜 Сэйсо:) - 255. (Окончание) В новое время (яп. （終幕）新たなる世代へ (Сю:маку) Аратанару сэдай э) | - 248. Ярость (яп. 怒り Икари) - 249. Новый шаг (яп. 新たなる一歩 Атаранару иппо) - 250. Снова улыбка (яп. 笑顔、再び Эгао, футатаби) - 251. Hurry Go Round (яп. HURRY GO ROUND) - 252. Осенний ветер (яп. 秋風 Акикадзэ) - 253. Тёплая осенняя погода (яп. 小春日和 Кохару хиёри) - 254. Прошедшие годы (яп. 星霜 Сэйсо:) - 255. (Окончание) В новое время (яп. （終幕）新たなる世代へ (Сю:маку) Аратанару сэдай э) | Заголовок тома: - В новое время (яп. 新たなる世代へ Аратанару сэдай э) На обложке: - Химура Кэнсин - Камия Каору Дополнительные материалы: - Meteor Strike (яп. メテオ・ストライク)                           |
| Кэнсин с помощью своего меча и ножен производит звук, который оглушает Эниси с его улучшенным слухом, после чего выигрывает бой. У Хэйсин едва не расстреливает Каору, но Эниси спасает её, вспомнив о смерти сестры. Полиция арестовывает Эниси, которому Каору отдаёт дневник Томоэ, но Эниси бежит с корабля полиции до того, как он возвращается в токийский порт. Сайто Хадзимэ, видя, что Кэнсин больше никогда не станет хитокири, теряет желание сражаться с ним. Такани Мэгуми уезжает в свою родную местность Айдзу, а Саносукэ, преследуемый полицией за нападение на чиновника, бежит из Японии и отправляется путешествовать по миру. Проходит пять лет; за это время Кэнсин и Каору успевают пожениться и завести ребёнка, сына по имени Кэндзи. Кэнсин проверяет способности Мёдзина Яхико и, довольный его прогрессом, отдаёт ему свой меч-сакабато в качестве подарка на совершеннолетие. | | |